# IC 5017
IC 5017 је лентикуларна галаксија у сазвјежђу Индијанац која се налази на листи објеката дубоког неба у Индекс каталогу.
Деклинација објекта је - 57° 35' 14" а ректасцензија 20h 32m 3,9s. Привидна величина (магнитуда) објекта IC 5017 износи 14,0 а фотографска магнитуда 15,0. IC 5017 је још познат и под ознакама ESO 143-29, FAIR 72, PGC 64902.